# Alcanena (gemeente)
Alcanena is een plaats en gemeente in het Portugese district Santarém.
De gemeente heeft een totale oppervlakte van 127 km² en telde 14.600 inwoners in 2001.

## Plaatsen/freguesia in de gemeente
- Alcanena
- Bugalhos
- Espinheiro
- Louriceira
- Malhou
- Minde
- Moitas Venda
- Monsanto
- Serra de Santo António
- Vila Moreira